# Jerzy Koch

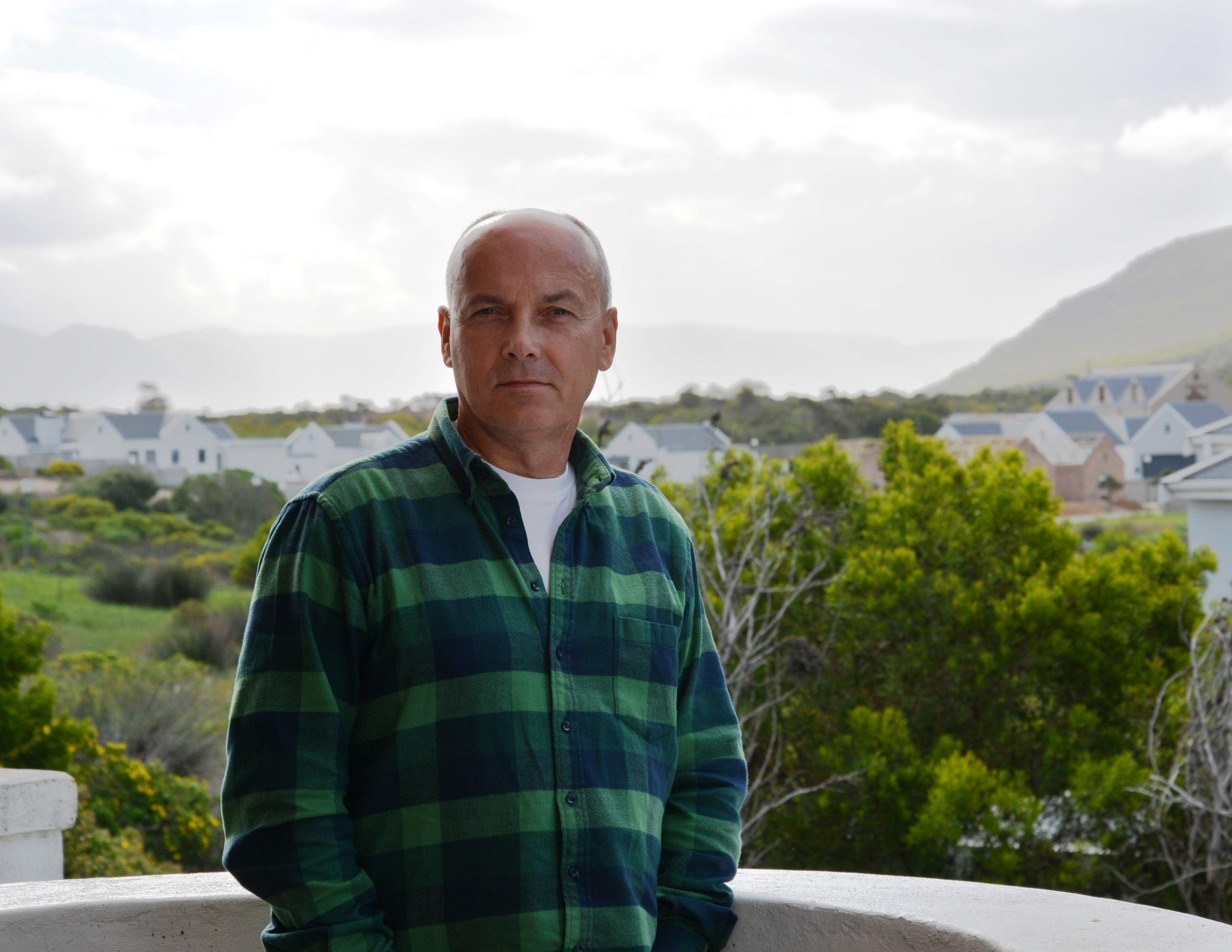
Jerzy Koch

Jerzy Koch (Wrocław, 23 april 1958) is een Pools hoogleraar filologie met een specialisatie en expertise in Nederlandse en Afrikaanse taalkunde. Hij is eveneens actief als literair criticus en als vertaler van Nederlandse fictie en poëzie.
Koch doctoreerde in 1991 aan de KU Leuven.
Van 1985 tot 2011 was hij verbonden aan de universiteit van Wrocław, sinds 1997 en tot heden aan de Adam Mickiewicz-Universiteit. Hij is een research fellow van de universiteit van de Vrijstaat in Bloemfontein en is als eerste buitenlander sinds 2005 een volwaardig lid van de Suid-Afrikaanse Akademie vir Wetenskap en Kuns.
Hij is lid van onder meer de Internationale Vereniging voor Neerlandistiek en de Maatschappij der Nederlandse Letterkunde.
Hij vertaalde werk van onder meer J. Bernlef, Hugo Claus, Job Degenaar, Eduard Douwes Dekker, Fernand Florizoone, Guy van Hoof, Gerrit Kouwenaar, Lucebert, Harry Mulisch, Leonard Nolens, Felix Timmermans, Karel Verleyen en Jan de Zanger in het Pools.
In 1995 werd hij gelauwerd met de Martinus Nijhoff Prijs voor zijn hele oeuvre, maar in het bijzonder voor de vertaling van Multatuli's Max Havelaar die in 1994 in Polen verscheen. Hij was in 2009 de laureaat van de ANV-Visser Neerlandia-prijs voor persoonlijke verdienste, "voor zijn inzet voor onze cultuur in het buitenland".
- Bibsys: 1047947
- Bibliothèque nationale de France: cb16180705g (data)
- Digitale Bibliotheek voor de Nederlandse Letteren: koch003
- International Standard Name Identifier: 0000 0000 4546 6956
- Library of Congress Control Number: nr00035935
- Nederlandse Thesaurus van Auteursnamen: 072241462
- Système universitaire de documentation: 191871621
- Virtual International Authority File: 12148850
- WorldCat: E39PBJdgTjVD3yX9jvFJTK7rbd